# Hina (mitologia)
Hina è una dea della religione polinesiana. Rappresenta la divinità della Luna. Secondo alcune storie, Hina era la sorella maggiore del dio Maui (protettore del sole e responsabile della creazione dell'arcipelago hawaiano); secondo altre ne era, invece, la moglie.
Secondo la credenza locale la Dea risiederebbe in una grotta nascosta tra le cascate arcobaleno (in inglese "Rainbow Falls").
La Deità,oltre a rappresentare il satellite lunare,è anche il simbolo della femminilità e della creatività.